# Grevillea squiresiae
Grevillea squiresiae är en tvåhjärtbladig växtart som beskrevs av Olde & Marriott. Grevillea squiresiae ingår i släktet Grevillea och familjen Proteaceae. Inga underarter finns listade i Catalogue of Life.